# Bruno Le Maire
Bruno Le Maire /bryno.lə.mɛr/ (Neuilly-sur-Seine, 15 d'abril de 1969) és un polític francès. És el ministre d'Economia i Finances des del 2017, primer en els dos governs d'Édouard Philippe (2017-2020), després en el de Jean Castex (2020-2022) i finalment en el d'Élisabeth Borne (2022-).

## Biografia
Nascut el 15 d'abril de 1969 a Neuilly-sur-Seine, és fill de Maurice Le Maire, gerent de la companyia petroliera Total i de Viviane Fradin de Belâbre, directora d'escoles catòliques privades, incloent el Liceu Saint- Louis-de-Gonzague, on Bruno Le Marie estudia batxillerat.
Le Maire comença a anar a la École Normale Supérieure el 1989 on estudia literatura francesa. Es llicencia en Ciències Polítiques el 1995 i el 1996 és admès a l'escola nacional d'administració (ENA).
El 1998, quan deixa l'ENA, Bruno Le Maire va al Ministeri d'afers Estrangers (Direcció Afers Estratègics, Seguretat i Desarmament) unint-se després al personal del Secretari General de la Presidència de la República de Jacques Chirac, Dominique de Villepin. El segueix al Ministeri d'Exteriors el 2002 i al Ministeri d'Interior el 2004, i així doncs a Matignon el maig de 2005, on és el conseller polític del primer ministre. El juliol de 2006 és nomenat Cap dl'personal del Primer Ministre, en substitució de Pierre Mongin, i ocupà el càrrec fins a la partida de Dominique de Villepin el 2007.
L'agost 2012 de Le Maire és candidat a la presidència de la Unió per un moviment popular, en competència amb l'ex-primer ministre François Fillon, el secretari general Jean-François Copé i l'ex-ministra d'ecologia Nathalie Kosciusko-Morizet. Desenvolupa una línia reformista però sense èxit, no obté els suports necessaris. El novembre de 2014, a les eleccions per la presidència dels Republicans (ex UMP), obté el 29,8% dels vots contra Nicolas Sarkozy.
En les primàries del centredreta del 2016 Le Maire obté un resultat baix amb el 2,4% després que els sondejos el senyalaven com un seriós desafiament atribuint-li el tercer lloc entre els diversos candidats. Es converteix en el portaveu d'afers internacionals de François Fillon, candidat de LR, però dimiteix quan Fillon està implicat en un escàndol financer durant la seva campanya electoral. De llavors ençà, Le Maire ha marcat distàncies amb el seu partit, demanant treballar en mode constructiu amb Macron per assegurar que els cinc anys de presidència del president tinguin èxit i impedeixin al Front nacional d'extrema dreta créixer electoralment.
El maig de 2017 Le Maire és nomenat pel president Emmanuel Macron ministre de l'economia en el primer govern de Philippe. D'aquesta manera, li dona suport el ministre del pressupost Gerald Darmanin. Poc després del nomenament, Le Maire és fa membre de La République En Marche. Le Maire aconsegueix la reelecció en la seva circumscripció després d'haver derrotat la candidata del Front Nacional, Fabienne Delacour, i és nomenat ministre d'economia i finances en el Segon govern Philippe el 19 juny de 2017. Manté el mateix càrrec el juliol del 2020 en el Govern Jean Castex.
El novembre de 2017 Le Maire hauria explorat les seves opcions per succeir Jeroen Dijsselbloem com a següent president de l'Eurogrup, paper que seria donat posteriorment al portuguès Mário Centeno.

## Vida privada
Bruno Le Maire està casat amb la pintora Pauline Doussau de Bazignan, i tenen quatre fills. La seva dona ha treballat com assistent parlamentari del 2007 al 2013.
Parla francès, anglès i alemany.

## Publicacions
- Le ministre: récit (en francès).  Grasset, 2004. ISBN 978-2-246-67611-9. OCLC 56920085.
- Bruno Le Maire. Des hommes d'état (en francès).  Grasset, 2008. ISBN 978-2-246-73581-6. OCLC 718604794.
- Bruno Le Maire. Sans mémoire, le présent se vide (en francès).  Gallimard, 2010. ISBN 978-2-07-013175-4. OCLC 717774960.
- Bruno Le Maire. Nourrir la planète: entretiens avec Véronique Auger (en francès).  Cherche midi, 2011 (Europe, telle que je la vis.). ISBN 978-2-7491-2156-7. OCLC 768472989.
- (Bruno Le Maire. Musique absolue: une répétition avec Carlos Kleiber (en francès).  Gallimard, 2012. ISBN 978-2-07-013708-4. OCLC 805061175.) 
  - Premi Pelléas del Festival de Nohant en el 2013
  - Premi de la ciutat de Deauville en el 2013
- Bruno Le Maire. Jours de pouvoir: récit (en francès).  Gallimard, 2013. ISBN 978-2-07-013903-3. OCLC 994843558.
- Bruno Le Maire. À nos enfants (en francès).  Gallimard, 2014. ISBN 978-2-07-014612-3. OCLC 896952740.
- Bruno Le Maire. Ne vous résignez pas! (en francès).  Albin Michel, 2016. ISBN 978-2-226-32490-0. OCLC 944430847.